# Tara Smith

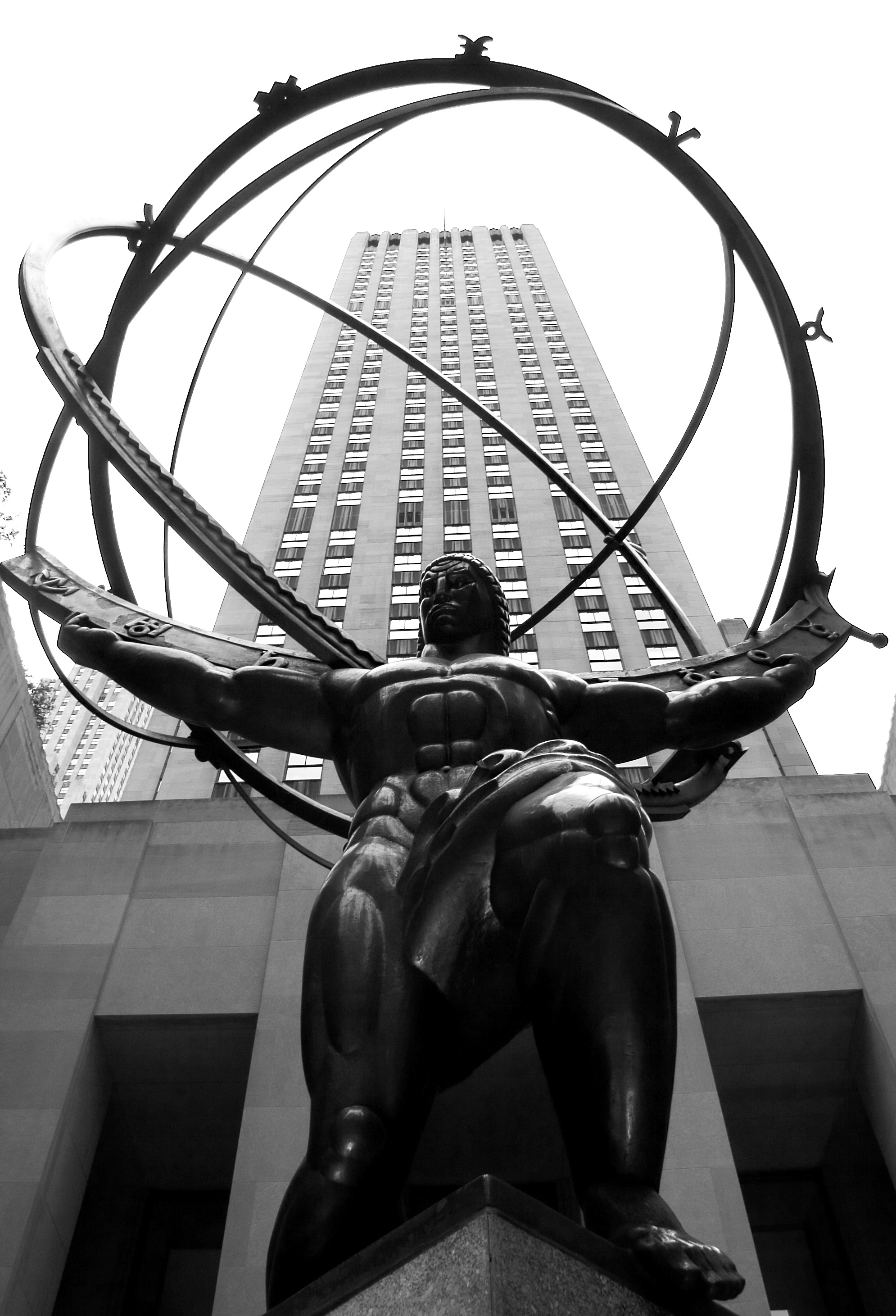
Atlas, emblema del Objectivismo.

Tara A. Smith (nacida en 1961) es una filósofa estadounidense. Es Profesora de Filosofía, la Cátedra para el Estudio de Objetivismo de BB&T, y miembro de la Fundación para el Estudio de Objetivismo en la Universidad de Texas en Austin.

## Carrera
Smith se especializa en teoría moral y política. Hizo sus estudios universitarios en la Universidad de Virginia y recibió su doctorado de la Universidad Johns Hopkins. Sus trabajos publicados incluyen los libros Valores viables: un estudio de la vida como la raíz y la recompensa de la moralidad (2000), Derechos morales y libertad política (1995) y Ética normativa de Ayn Rand: El virtuoso egoista (2006). También es colaboradora de varias colecciones de ensayos sobre las novelas de Ayn Rand. Smith ha escrito en revistas como The Journal of Philosophy, American Philosophical Quarterly, Social Philosophy and Policy, y Law and Philosophy.
Smith ha dado conferencias por todo Estados Unidos, incluyendo la Universidad de Harvard, la Wheeling Jesuit University, la Universidad de Duke, la Universidad de Pittsburgh, y la Universidad de Nueva York, y a grupos de hombres de negocios. También ha organizado conferencias, a menudo enfatizando el tema de la ley objetiva.
Está en la junta directiva de The philosopher's Index y está en el Consejo Consultivo Académico del Instituto La Clemson para el Estudio del Capitalismo en la Universidad de Clemson. Smith es miembro de la Sociedad Ayn Rand, que existe en el seno de la American Philosophical Association. Ella también está en la junta de directores del Ayn Rand Institute.

## Publicaciones seleccionadas

### Libros
- Moral Rights and Political Freedom. Lanham, Maryland: Rowman & Littlefield. 1997. ISBN 0-8476-8026-6.

- Viable Values: A Study of Life as the Root and Reward of Morality. Lanham, Maryland: Rowman & Littlefield. 2000. ISBN 0-8476-9760-6.

- Ayn Rand's Normative Ethics: The Virtuous Egoist. New York: Cambridge University Press. 2006. ISBN 0-521-86050-4.

- Judicial Review in an Objective Legal System. New York: Cambridge University Press. 2015. ISBN 1-107-11449-7.

### Artículos
- «On Deriving Rights to Goods from Rights to Freedom». Law and Philosophy 11 (3): 217-234. September 1992. doi:10.1007/BF01000643.

- «Why a Teleological Defense of Rights Needn't Yield Welfare Rights». Journal of Social Philosophy 23 (3): 35-50. December 1992. doi:10.1111/j.1467-9833.1992.tb00131.x.

- «Rights Conflicts: The Undoing of Rights». Journal of Social Philosophy 26 (2): 139-156. September 1995. doi:10.1111/j.1467-9833.1995.tb00078.x.

- «Tolerance & Forgiveness: Virtues or Vices?». Journal of Applied Philosophy 14 (1): 31-41. April 1997. doi:10.1111/1468-5930.00037.

- «Reconsidering Zero-Sum Value: It's How You Play the Game». Journal of Social Philosophy 28 (2): 128-139. September 1997. doi:10.1111/j.1467-9833.1997.tb00381.x.

- «Rights, Wrongs, and Aristotelian Egoism: Illuminating the Rights/Care Dichotomy». Journal of Social Philosophy 29 (2): 5-14. September 1998. doi:10.1111/j.1467-9833.1998.tb00104.x.

- «Intrinsic Value: Look-Say Ethics». The Journal of Value Inquiry 32 (4): 539-553. December 1998. doi:10.1023/A:1004333128077.

- «The Practice of Pride». Social Philosophy and Policy 15 (1): 71-90. December 1998. doi:10.1017/S0265052500003071.

- «The Metaphysical Case for Honesty». The Journal of Value Inquiry 37 (4): 517-531. December 2003. doi:10.1023/B:INQU.0000019033.95049.1e.

- "'Social' Objectivity and the Objectivity of Value" in Science, Values, and Objectivity. Pittsburgh, Pennsylvania: University of Pittsburgh Press. 2004. ISBN 0-8229-4237-2.

- «Morality Without the Wink: A Defense of Moral Perfection». Journal of Philosophical Research 29: 315-331. 2004. doi:10.5840/jpr_2004_6.

- "Forbidding Life to Those Still Living" in Mayhew, Robert, ed. (2004). Essays on Ayn Rand's We the Living. Lanham, Maryland: Lexington Books. ISBN 0-7391-0697-X.

- "Independence in The Fountainhead" in Mayhew, Robert, ed. (2006). Essays on Ayn Rand's The Fountainhead. Lanham, Maryland: Lexington Books. ISBN 0-7391-1577-4.

- «Why Originalism Won't Die – Common Mistakes in Competing Theories of Judicial Interpretation». Duke Journal of Constitutional Law & Public Policy 2: 159-215. 2007.

- «The Importance of the Subject in Objective Morality: Distinguishing Objective from Intrinsic Value». Social Philosophy and Policy 25: 126-148. 2008. doi:10.1017/S0265052508080059.

- "'Humanity's Darkest Evil': The Lethal Destructiveness of Non-Objective Law" in Mayhew, Robert, ed. (2009). Essays on Ayn Rand's Atlas Shrugged. Lanham, Maryland: Lexington Books. ISBN 978-0-7391-2779-7.